# Prud
Prud (en cyrillique : Пруд) est un village de Bosnie-Herzégovine. Il est situé dans la municipalité d'Odžak, dans le canton de la Posavina et dans la fédération de Bosnie-et-Herzégovine. Selon les premiers résultats du recensement bosnien de 2013, il compte 990 habitants.
Avant la guerre de Bosnie-Herzégovine, le village faisait entièrement partie de la municipalité  de Bosanski Šamac (aujourd'hui : Šamac) ; après la guerre, son territoire a été rattaché à la municipalité d'Odžak.

## Démographie

### Évolution historique de la population
| 1948 | 1953 | 1961  | 1971  | 1981  | 1991  | 2013 |
| ---- | ---- | ----- | ----- | ----- | ----- | ---- |
| -    | -    | 1 118 | 1 250 | 1 293 | 1 293 | 990  |

|  |